# Tobelo (lud)
Tobelo (indonez. orang Tobelo, suku Tobelo) – indonezyjska grupa etniczna zamieszkująca tereny prowincji Moluki Północne. Są ludnością północnej Halmahery i niektórych części Morotai. Ich liczebność wynosi ok. 35 tys. osób. Należą do ludów północnohalmaherskich (spoza grupy ludów austronezyjskich) oraz są jedną z najliczniejszych grup etnicznych Halmahery.
Dzielą się na szereg podgrup, m.in. Kao, Boeng i Dodinga. Posługują się własnym językiem tobelo (zróżnicowanym dialektalnie), w użyciu są także języki ternate i indonezyjski. W większości są protestantami, mniejszość wyznaje islam w odmianie sunnickiej (jak np. grupa Dodinga) lub katolicyzm. Pokrewna językowo grupa Togutil (Forest Tobelo) tradycyjnie prowadziła nomadyczny tryb życia, utrzymując własne wierzenia.
W mieście Tobelo ich rodzimy język jest wypierany przez regionalną odmianę języka malajskiego oraz język indonezyjski. Wynika to z wieloetnicznego charakteru miasta i przypływu imigrantów z różnych części prowincji i oddalonych geograficznie regionów Indonezji. Społeczności migranckie Tobelo zamieszkują różne zakątki Moluków Północnych (Halmahera, Morotai, Bacan i Obi), a także wyspy Raja Ampat w prowincji Papua Zachodnia.
Od XV do XIX w. byli związani z Sułtanatem Ternate i znajdowali się pod wpływem ludu Ternate. Język ternate zachował się jako język rytualny (w użyciu podczas tradycyjnych ceremonii ślubnych, a także jako język magicznych formuł). Dominowali nad pomniejszymi ludami północnohalmaherskimi, takimi jak Pagu i Tabaru. W XVIII i XIX w. byli znani z piractwa (do tego stopnia, że określenie orang Tobelo zaczęto wręcz utożsamiać z piractwem). W niektórych językach wschodniej Indonezji wyrazy typu tobelo (mongondow), tabelo, pabelo (bima), belo (makasarski) znaczą tyle, co „pirat”. Tobelo uczestniczyli w handlu niewolnikami. Do końca XIX w. w większości utrzymywali wierzenia tradycyjne.
Pod względem językowym są blisko spokrewnieni z ludem Galela i dzielą z nimi pewne rodzime wierzenia, ale wśród tej grupy przeważa dziś islam. Wbrew klasyfikacji lingwistycznej (która lokuje ich wśród użytkowników języków papuaskich) obie grupy wykazują ścisłe związki kulturowe i fizyczne z ludami austronezyjskimi.
Zajmują się przede wszystkim produkcją kopry i rybołówstwem. Rozwinęła się też hodowla zwierząt gospodarskich. Niegdyś istotną rolę odgrywało rolnictwo żarowe. Do głównych upraw należały: ryż, owoce palmowe, maniok, słodkie ziemniaki, banany; pewne znaczenie miały też: orzech ziemny, kukurydza, ananasy, pomidory, trzcina cukrowa, taro, różne przyprawy oraz tytoń i betel. Mieli rozwinięte tradycje żeglarskie i szkutnicze.
Małżeństwo ma charakter patrylokalny. Praktykuje się wykup małżeński. Istnieje silny wpływ tradycyjnych wierzeń (kult duchów, pozostałości szamanizmu). Wiele elementów rodzimych praktyk zanikło lub uległo modyfikacji wraz z nadejściem misjonarzy protestanckich w XIX w. Wśród Galela i Tobelo panuje wiara w istnienie niewidzialnych ludzi Moro, których terytorium obejmuje Halmaherę i Morotai. Tobelo mają rozwinięty folklor muzyczny i taneczny.
Za sprawą działalności badawczej misjonarzy na przełomie XIX i XX w. kultura Tobelo została stosunkowo dobrze opisana w kolonialnych źródłach holenderskich.